# Nationales Kunst- und Kulturzentrum Weiwuying
Das Nationale Kunst- und Kulturzentrum Weiwuying (chinesisch 衛武營國家藝術文化中心, Pinyin Wèi Wǔ Yíng Guójiā Yìshù Wénhuà Zhōngxīn, englisch National Kaohsiung Center for the Arts Weiwuying) liegt im Bezirk Fengshan der Stadt Kaohsiung in Süd-Taiwan. Ehemals eine Kaserne, wird das Gelände heute als Park sowie für kulturelle Veranstaltungen und Konzerte genutzt. Nach dem Bau einer großen Mehrzweckhalle ist es eines der bedeutendsten Kulturzentren Taiwans.

## Geschichte
Das Gelände diente bis 1979 als Kaserne, woher auch der Name Weiwuying („Lager der Verteidigungstruppen“) rührt. Nach Aufgabe des militärischen Zwecks wurde das Gelände anderweitig vom Staat genutzt und im Jahr 2003 der Öffentlichkeit als Park zugänglich gemacht, in dem auch Ausstellungen, Konzerte und andere kulturelle Veranstaltungen durchgeführt wurden. 
Am 15. März 2006 wurde das „Planungszentrum für das Weiwuying-Kunst- und Kulturzentrum“ gegründet. Das Ziel der Planungen war die Errichtung einer Großveranstaltungshalle für Süd-Taiwan, gleichrangig dem Nationaltheater und der Nationalen Konzerthalle in Taipeh. Am 28. September 2006 wurde ein internationaler Wettbewerb ausgeschrieben, in dem sich in- und ausländische Architekten mit ihren Entwürfen um die Ausführung des Projekts bewerben konnten. Insgesamt nahmen 44 Architekten-Teams aus der ganzen Welt teil. Am 23. März 2007 wurde der Bauauftrag für das Zentrum an die niederländische Architektin Francine Houben (Architekturbüro Mecanoo) vergeben.
Die Bauarbeiten begannen am 7. April 2009. Es wurde im Jahr 2017 fertiggestellt. Die offizielle Eröffnung erfolgte am 13. Oktober 2018.
Das Bauprojekt erhielt verschiedene internationale Auszeichnungen, nämlich den ersten Preis des Cityscape Architectural Award Dubai (2008), den dritten Preis des International Design Award DA Los Angeles für Stadtplanung (2009) und den Chicago Athenaeum International Architecture Award (2009).

## Architektur, Ausstattung und Umgebung

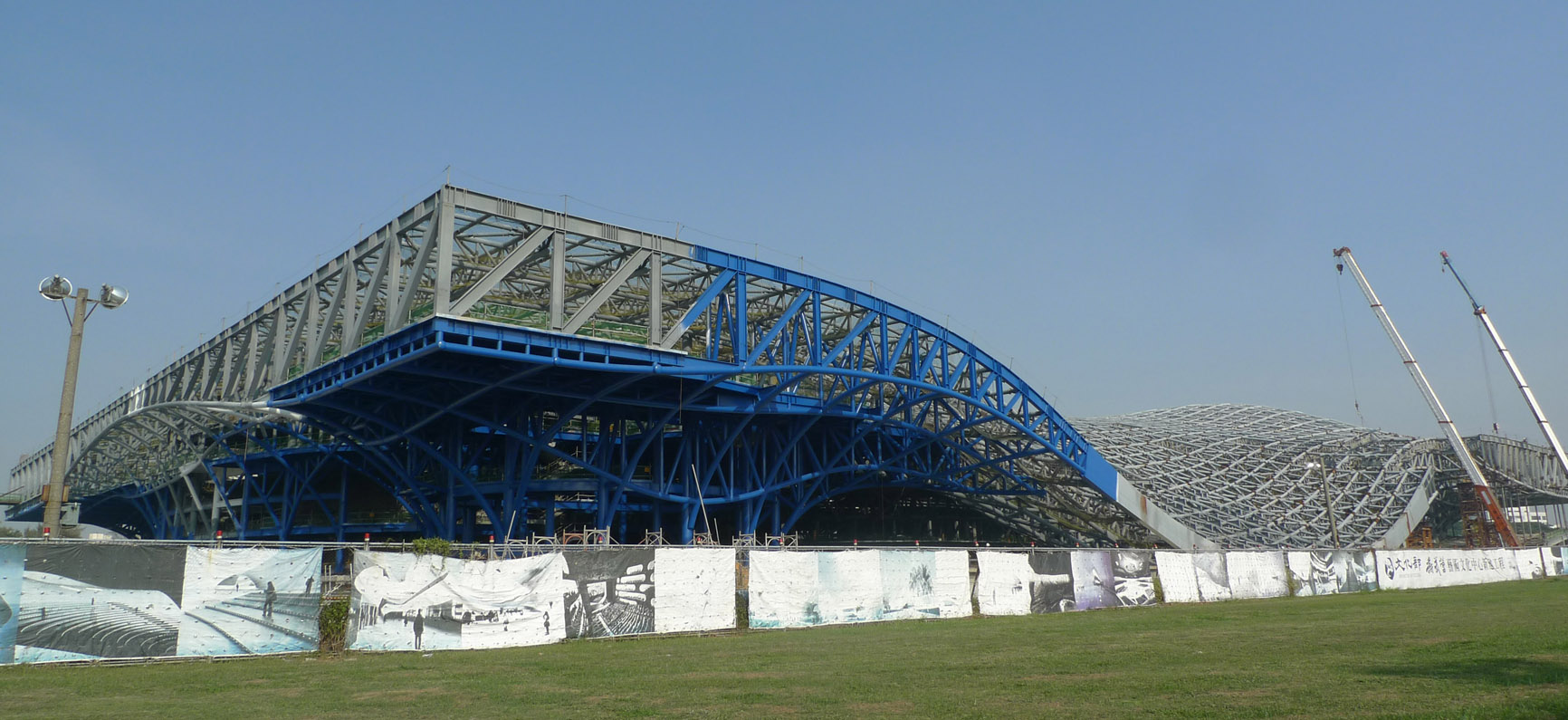
Das sich im Bau befindliche Zentrum

Das Nationale Zentrum Kaohsiung gehört zu den „Neuen zehn Großprojekten in Taiwan“. Das ganze Gelände bedeckt eine Fläche von insgesamt 66,6 Hektar; davon entfallen 14,1 Hektar auf das Zentrumsgebäude und 10 Hektar auf angeschlossene Gewerbeeinrichtungen. Um die Gebäude herum wurde der Weiwuying-Stadtpark gestaltet.
Die Architektin war bestrebt, die landschaftlichen Gegebenheiten in die Architektur der Gebäude miteinfließen zu lassen. Auf dem Weiwuying-Gelände wachsen viele Banyanbäume mit den für sie typischen herabhängenden Luftwurzeln. In Anlehnung daran wurden Elemente des 225 Meter langen und 160 Meter breiten Gebäudes der Krone von Banyanbäumen nachgebildet. Wie die als „Vorbild“ dienenden Bäume soll das Weiwuying-Kunst- und Kulturzentrum „organisch“ und „offen“ wirken. Das Erdgeschoss ist ein nach allen Seiten offener Raum und kann vom Wind durchlüftet werden. Die Vorstellung ist, dass dieser Bereich den Parkbesuchern im oftmals heißen Kaohsiung als Treffpunkt dienen kann.
Die stromlinienförmige Gebäudeoberfläche ähnelt der Gestalt eines Rochens. Das Innere und das Äußere werden nicht strikt voneinander getrennt, im Gebäude blickt man von vielen Stellen in den das Zentrum umschließenden Garten. Auf dem Dach des Gebäudes wurden Gräser und Sträucher gepflanzt, die beim subtropischen Klima eine effiziente Kühlung unterstützen sollen. Der Dachgarten dehnt sich bis zum Boden aus. Im Hauptgebäude gibt es vier verschiedene Säle: ein Theater mit 2260 Plätzen, eine Konzerthalle mit 2000 Plätzen, eine mittelgroße Bühne mit 1254 Plätzen und einen kleineren Konzertsaal mit 470 Plätzen. 

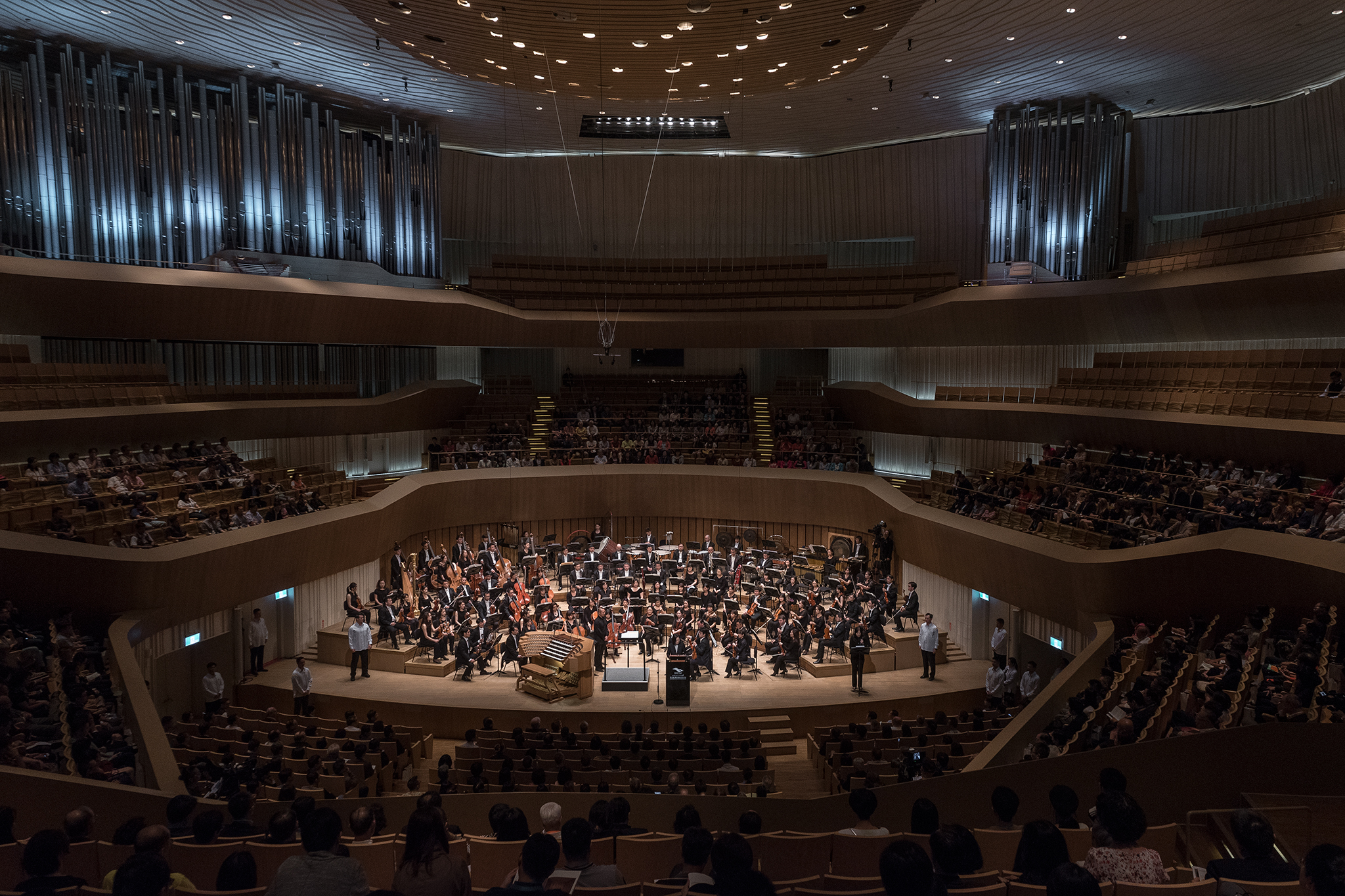
Klais-Orgel in der Konzerthalle

Vier auf dem Gelände befindliche alte Kasernen werden zu Experimentalbühnen umgebaut. Im Park ist zwischen den Banyanbäumen eine Freilichtbühne geplant. Das Zentrum ist durch einen Durchgang mit der Haltestelle „Weiwuying“ der Kaohsiunger U-Bahn verbunden. Der Park um das Zentrum umfasst gewundene Pfade, einen botanischen Garten, einen Bambushain, einen Spielplatz, einen Tee-Pavillon und einen Schmetterlingsgarten.
Die Baukosten betrugen umgerechnet rund 306 Millionen Euro.
Im Konzertsaal befindet sich die Kaohsiung-Orgel, die größte Konzertorgel Asiens (Stand 2020). Sie wurde von der Orgelbaufirma Johannes Klais Orgelbau gebaut und verfügt über 9085 Orgelpfeifen und 127 Register. Am Nationalfeiertag, dem 10. Oktober 2018, drei Tage vor der offiziellen Eröffnung, wurde sie mit einem Konzert eingeweiht. Die Anlage besteht aus zwei Orgeln, wobei die größere „symphonische“ von der Klangästhetik der französischen Romantik folgt und das kleine Instrument deutschen barocken Vorbildern. Die Orgeln können von zwei weitgehend identischen Spieltischen aus bespielt werden (einer davon auf der Bühne) und die barocke Orgel hat zusätzlich einen eigenen Spieltisch.